# U 90 (U-Boot, 1917)
U 90  war ein diesel-elektrisches Flotten-U-Boot der deutschen Kaiserlichen Marine, das im Ersten Weltkrieg zum Einsatz kam.

## Einsätze
U 90 lief am 12. Januar 1917 bei der Kaiserlichen Werft in Danzig vom Stapel und wurde am 2. August 1917 in Dienst gestellt. Ab September 1917 war das U-Boot der III. U-Flottille in Emden und Wilhelmshaven zugeordnet. Die Kommandanten des U-Bootes waren Kapitänleutnant Walter Remy (2. August 1917 bis 31. Juli 1918), Oberleutnant Helmut Patzig (1. August 1918 bis 31. August 1918) und Kapitänleutnant Heinrich Jeß (1. September 1918 bis 11. November 1918).
U 90 führte während des Ersten Weltkriegs sieben Unternehmungen im östlichen Nordatlantik durch. Dabei wurden 27 Handelsschiffe mit einer Gesamttonnage von 71.337 Bruttoregistertonnen (BRT) versenkt. Es wurden auch Schiffe unter der Flagge der neutralen Länder Dänemark, Norwegen und Spanien versenkt.

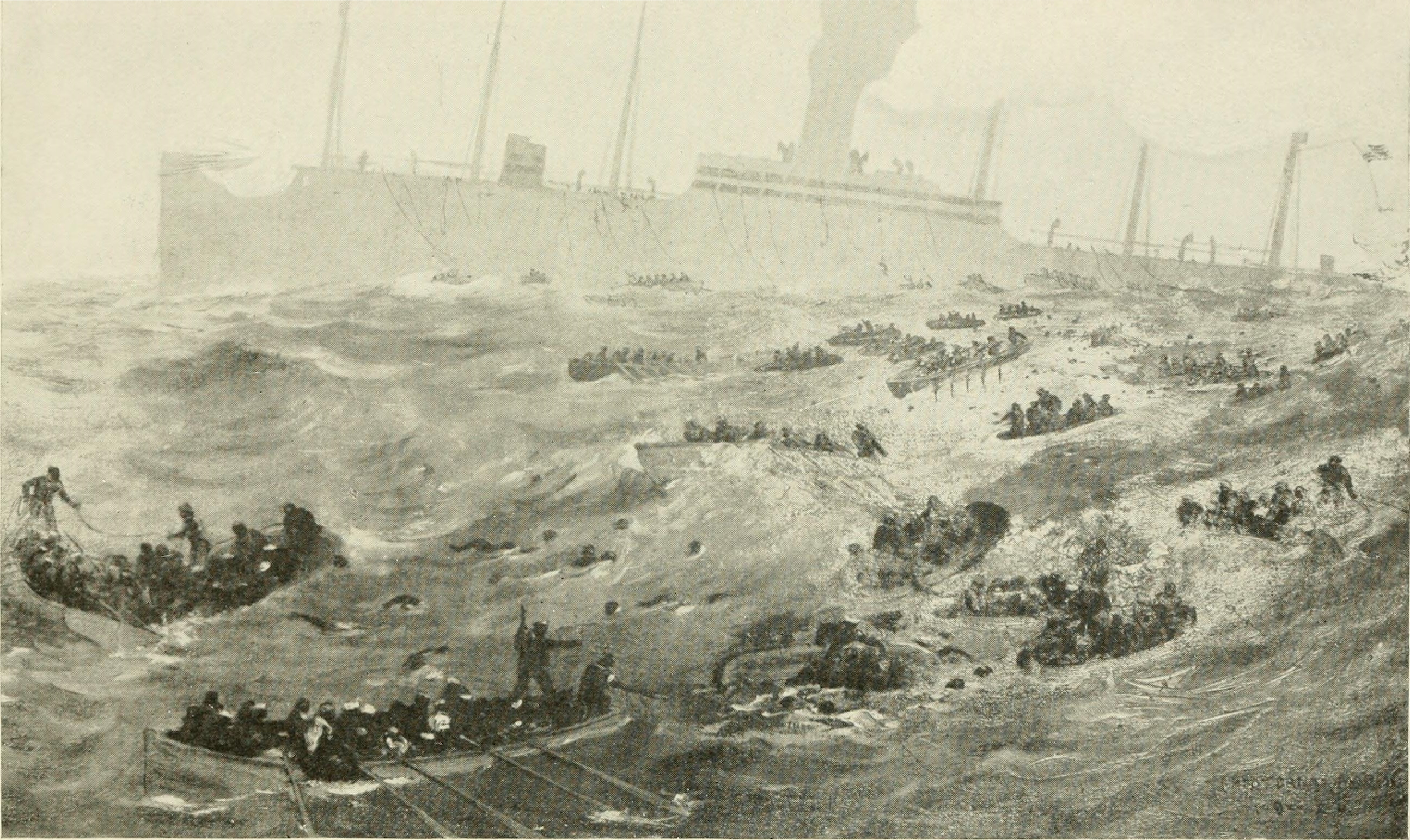
Der Untergang der President Lincoln nach einer Zeichnung von 1922

Das größte von U 90 versenkte Schiff war der US-amerikanische Truppentransporter President Lincoln mit über 18.000 BRT. Sie war vor dem Krieg als deutsches Passagierschiff für die HAPAG gefahren. Die President Lincoln wurde am 31. Dezember 1917 auf ihrer Fahrt von Brest in die Vereinigten Staaten durch drei Torpedos von U 90 getroffen. Bei dem anschließenden Untergang kamen 26 Menschen ums Leben. Der Leutnant Edouard Izac wurde durch die Deutschen gefangen genommen und gab später seine Beobachtungen an Bord des U-Boots an die US Navy weiter.
Am 15. Mai 1918 zerstörte U 90 mit seinem Deckgeschütz die Funkstation auf der schottischen Inselgruppe St. Kilda.

## Verbleib
U 90 überstand den Ersten Weltkrieg, ohne selbst versenkt zu werden. Zusammen mit zahlreichen weiteren U-Booten wurde sie im November 1918 von Deutschland an das Vereinigte Königreich ausgeliefert. Da Großbritannien keine weitere Verwendung für das U-Boot hatte, wurde es in den Nachkriegsjahren 1919 und 1920 im schottischen Bo’ness abgewrackt.